# Manilkara fouilloyana
Manilkara fouilloyana är en tvåhjärtbladig växtart som beskrevs av André Aubréville och François Pellegrin. Manilkara fouilloyana ingår i släktet Manilkara och familjen Sapotaceae. Inga underarter finns listade i Catalogue of Life.